# Vingtenier

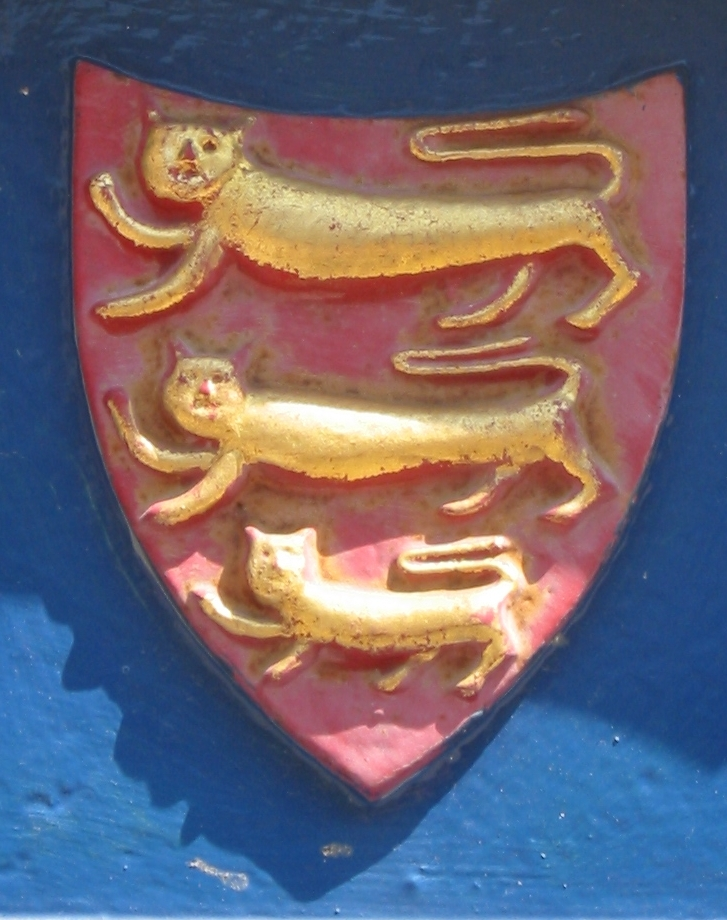
Le blason de Jersey.

Le vingtenier est une fonction élective du bailliage de Jersey. Le vingtenier est un membre de la police honorifique élu par une assemblée[pas clair] paroissiale d’électeurs et de contribuables pour un mandat de trois ans à la vingtaine (ou, à Saint-Ouen, la cueillette) particulière d’une paroisse.
Occupant un rang au-dessous de celui du centenier, le vingtenier effectue dans sa vingtaine des tâches de maintien de l’ordre dans la communauté et accomplit des tâches administratives comme la visite du branchage.
La fonction de vingtenier remonterait à 1331, bien que la première référence écrite à cette fonction remonte à 1462.
Le système politique de Sercq, qui a été modelé d’après celui de Jersey en 1579, comprend également un vingtenier.

## Sercq
L’unique vingtenier de Sercq est élu par les Cheurs Pliaids (Chefs Plaids : le Parlement de Sercq) en tant qu’adjoint au connétable.